# Methylcyanoformiaat
Methylcyanoformiaat is een organische verbinding met als brutoformule C3H3NO2. De stof komt voor als een ontvlambare en toxische kleurloze vloeistof. Ze staat ook bekend als Manders reagens.

## Synthese
Methylcyanoformiaat kan bereid worden door de reactie van methylchloorformiaat met natriumcyanide.

## Toepassingen
Methylcyanoformiaat is een pesticide. Productie ervan werd onder het Verdrag van Versailles verboden omdat het kon dienen als een reagens bij de productie van strijdgassen. Het wordt nu hoofdzakelijk gebruikt als reagens voor bijvoorbeeld de acylering van enolaat.
Methylcyanoformaat is de werkzame component in een bestrijdingsmiddel dat vroeger bekendstond onder de naam Zyklon A.

## Toxicologie en veiligheid
Contact met methylcyanoformiaat door inademing, inslikken, of opneming via de huid kan leiden tot ernstige symptomen zoals verlamming, ademnood, oedeem, cyanose en zelfs tot de dood.